# Markus Jürgenson
Markus Jürgenson (* 9. September 1987 in Tartu) ist ein estnischer ehemaliger Fußballspieler.

## Karriere

### Verein
Markus Jürgenson begann seine Karriere in Tartu beim JK Tammeka Tartu. Ab dem Jahr 2003 spielte er in der ersten Mannschaft des Vereins aus der Meistriliiga. Im Jahr 2007 wechselte er von seinem Jugendverein, wo er auch das Profidebüt feiern konnte, zum FC TVMK Tallinn. Dort kam dieser in der Eliteliga als auch in der Esiliiga für die Reserve zum Einsatz. Sein Debüt für den einmaligen estnischen Meister der im Jahr 2005 den Titel gewinnen konnte, feierte er am 1. Spieltag der Saison 2007 im Auswärtsspiel beim FC Kuressaare. Durch die finanziellen Schwierigkeiten des Hauptstadtvereins wurde der Verein 2008 aufgelöst. Zusammen mit seinem Teamkollegen Aivar Anniste wechselte Jürgenson nach dem Saisonende 2008 zum Rekordmeister in Estland dem FC Flora Tallinn. Sein erstes Pflichtspiel für Flora absolvierte der Abwehrspieler im März 2009 im Estnischen Supercup im Derby gegen den FC Levadia Tallinn, welches er mit seinem Team 2:1 gewinnen konnte. Im selben Jahr konnte er mit dem Pokalsieg gegen den JK Nõmme Kalju das zweite Finale gewinnen. In der folgenden Spielzeit 2010 musste Jürgenson sich in den beiden Pokalwettbewerben dem Stadtrivalen Levadia geschlagen geben. Dafür konnte er sich erstmals als Estnischer Meister feiern lassen; mit fünf Punkten Vorsprung auf Levadia errang er mit Flora den insgesamt 8. Titel. Im Jahr 2011 folgte seine bis dato beste Vereinssaison mit dem Triple aus Supercup, Pokal und Meisterschaft. Im Pokalfinale gegen den JK Trans Narva erzielte Jürgenson den Führungstreffer zum 1:0, den 2:0-Endstand markierte Alo Dupikov. 2012 gewann Jürgenson nochmals den Supercup gegen Narva, wobei er den Treffer zum 4:0 erzielen konnte.

### Nationalmannschaft
Markus Jürgenson spielte erstmals im Jahr 2008 für Estland. In der U-21 spielte er im Baltic Cup für diese Altersklasse gegen Lettland sowie Litauen. Unter dem damaligen deutschen U-21 Nationaltrainer Frank Bernhardt spielte er in den beiden Begegnungen jeweils über die komplette Spielzeit. Im Dezember 2010 wurde der Abwehrspieler vom Estnischen Nationaltrainer Tarmo Rüütli für eine Länderspielreise der Estnischen Nationalmannschaft nach China und Katar einberufen. Bereits bei der ersten Partie gegen die Chinesische Nationalmannschaft, die in Zhuhai ausgetragen wurde, debütierte der recht kleine Innenverteidiger für sein Heimatland. Vier Tage später gegen Katar im Scheich-Khalifa-International-Stadion in al-Ain spielte Jürgenson wieder über 90 Minuten. Ein weiteres Länderspiel bestritt er am 9. Juni 2015 gegen Finnland, wobei er in der Startelf stand.

## Erfolge
- Estnischer Meister: 2010, 2011, 2015, 2021
- Estnischer Pokalsieger: 2008/09, 2010/11, 2012/13, 2015/16, 2017/18, 2020/21
- Estnischer Supercup: 2009, 2011, 2012, 2014, 2016, 2018

## Familie
Sein Vater Kalle (* 1960) ist ein estnischer Politiker und Physiker. Dessen Vater Aksel (1928–1985) war Professor an der Technischen Universität von Tallinn. Der Onkel von Markus ist Toivo Jürgenson (* 1957) ebenfalls Politiker und Vorstandsvorsitzender der Tallinner Flughafengesellschaft (AS Tallinna Lennujaam). Verheiratet ist dieser wiederum mit der Journalistin und Publizistin Marika Jürgenson (* 1956).